# Халанський Михайло Гордійович
Халанський Михайло Георгійович (1 (13) листопада 1857, село Расховець, тепер Курська область РФ — 29 березня (11 квітня) 1910,  за іншими даними 30 квітня (12 квітня) 1910,  Харків) — російський і український фольклорист, мовознавець, історик літератури і дослідник усної словесности. Вихованець і професор Харківського університету з 1892 року. Вивчав билини, південно-слов'янський епос, думи і давньоруські літературні пам'ятки.   

## Нагороди
- Орден Святого Володимира 3-го ступеня (1909)[4]

## Твори
- «Великорусские былины киевского цикла» (1886),
- «Южно-славянские сказания о Кралевиче Марке в связи с произведениями русского былевого эпоса» (1893–1896),
- «Экскурсия в область древних рукописей и старопечатных изданий» (1900–1902)
- Халанский М. Великорусские былины Киевского цикла / М. Халанский. — Варшава : В тип. М. Земкевича, 1885. — 235, 3 с. [Архівовано 9 серпня 2020 у Wayback Machine.]